# هریش-چاندرا ۲۴۹۴۴
سیارک ۲۴۹۴۴ (به انگلیسی: 24944 Harish-Chandra، نامگذاری:1997LZ4) بیست و چهار هزار و نهصد و چهل و چهارمین سیارک کشف شده‌است که در ۱۱ ژوئن ۱۹۹۷ کشف شد.
قدر مطلق سیارک برابر ۱۳.۵ است.